# Vinterportlak
Vinterportlak (Claytonia perfoliata) är en växtart i familjen portlakväxter. 